# ARC-V
ARC-V ist ein Album des belgischen Ambient- und Drone-Doom-Projekts Arcane Voidsplitter.

## Geschichte
Da Arcane Voidsplitter als Soloprojekt von Stijn van Cauter geführt wurde und er die Musik in seinem Heimstudio Templa Libitina autark komponierte und einspielte, sind exakte Schreib- und Aufnahmezeiträume von ARC-V nicht publik. Techniker und Produzenten blieben bei der Aufnahme ausgeschlossen. Die Entstehung der Musik von Arcane Voidsplitter basierte auf einfachen Klangexperimenten mit Ideen des Drone Doom und Ambient.

## Albuminformationen
ARC-V ist das am 29. November 2023 veröffentlichte  fünfte Studioalbum des Projektes. Es enthält zwei separate Stücke mit einer Gesamtspieldauer von 1:01:13 Stunden. Die Gestaltung übernahm van Cauter selbst. ARC-V setzte den konzeptionellen Kontext des Projektes Arcane Voidsplitter fort. In diesem Konzept ist der Arcane Voidsplitter, als „geheimnisvoller Spalter der Leere“, ein künstliches Objekt mit unklarer Funktion, das sich durch die Unendlichkeit des Weltalls bewegt. Ungewiss ob Waffe oder Schiff gestaltet die Musik im Zuge einer sinfonischen Dichtung Eindrücke der Reise des Objektes.
ARC-V wurde von van Cauter mit einem Begleittext versehen, der direkt auf das Mysterium des Objektes verweist. Auch die beiden Titel des Albums sind der Ungewissheit ob Waffe oder Objekt der Schöpfung folgend benannt.
Die Musik wurde von ihm als Crossover von Funeral Doom, Ambient und Drone Doom beschrieben. Ergänzend beschreibt er die Musik des Projektes als tonale Entsprechung der kosmischen Reise.

## Titelliste
1. Engine of Destruction 29:55
2. Engine of Creation 31:18